# Herbert Otto Gille
Herbert Otto Gille (1897. március 8. – 1966. december 26.) a Német Hadsereg tábornoka volt és birtokosa a Német Vaskereszt Tölgyfalombokkal, Kardokkal és Gyémántokkal ékesített Lovagkeresztjének, ezzel ő volt a Waffen-SS legmagasabb kitüntetésével rendelkező embere. A háború végén ő viselte a SS-Obergruppenfuhrer és a General der Waffen-SS címet.

## Életpályája
Otto Gille 1897. március 8-án született a németországi Bad Gandersheimben, Köln közelében. Tanulmányait a bensenbergi katonai iskolában kezdte, majd 1914-ben a berlini Gross Lichterfelde-i iskolába került, mely a híressé vált Waffen-SS kiképzőközponttá nőtte ki magát a háború során.
Az első világégés során hadnagyi rangot kapott, a tábori tüzérség kötelékében szolgált szakasz-, később ütegparancsnoki beosztásban. Kitűnő képességei elismeréseként főhadnaggyá léptették elő és megkapta II. illetve az I. Vaskeresztet és a Harci Érdemkeresztet.
1936. január 3-án Gille feleségül vette Sophie Charlotte Mennecke-t, egy lányuk született.
A háborús vereséget követően nem kívánt a hadsereg kötelékében maradni, így 1919 májusában leszerelt, majd a mezőgazdaságban dolgozott egészen 1940 májusáig. Miután belépett a Waffen-SS-be, hamar SS-Obersturmführer rangot ért el, és egy géppuskás század irányítását látta el. 1940-ben áthelyezték Heubergbe, ahol Felix Steiner tiszteket toborzott az alakuló Wiking-hadosztályhoz.
Gille  végigharcolta a nyugati hadjáratot, 1942. október 8-án megkapta a Vaskereszt Lovagkeresztjét, és SS-Oberführer-i rangban átvette a SS-Wiking 5. tüzérezredének parancsnokságát. 1943 májusában az időközben páncélgránátos-hadosztállyá szervezet Wiking irányításával bízták meg. Gille 1944 és 1945 között végigharcolta a németek visszavonulását a keleti fronton, a Wiking vezetőjeként harcolt Korszonynál, Kovelnél, Varsónál és Budapestnél. 1945. május 8-án esett hadifogságba, három évig volt börtönben.
Életének ezt követő részében egy kis könyvesboltot vezetett, és megalapított egy veterán lapot a Wiking Rufot (Viking Kiáltás). 1966. december 26-án szívrohamban halt meg a Hannoverhez közeli Stemmenben.

## Kitüntetései
- Vaskereszt II. és I. fokozata,
- SS-Becsület Gyűrű
- Vaskereszt Lovagkeresztje (1942)
  - Vaskereszt Lovagkeresztje Tölgyfalombokkal ékesítve (1943)
  - Vaskereszt Lovagkeresztje Kardokkal ékesítve (1944)
  - Vaskereszt Lovagkeresztje gyémántokkal ékesítve(1944)
- Rohamtábornoki kitüntetés (1941)
- Anschluss Medál
- Sudetenland Medál
- Keleti front Medál (1941)
- Becsületrend (1934)
- Arany Vaskereszt (1942)
- Brunswick hercegének Háború Érdemrendje II. és I. fokozat,
- Finn Lovagrend Első Osztályú Szabadság Keresztje Kardokkal ékesítve,